# ماشربروم
ماشربروم (همچنین با نام کی۱ نیز شناخته می‌شود)، قله‌ای در گلگت-بلتستان پاکستان است. این کوه با ارتفاع ۷٬۸۲۱ متر، بیست و دومین قله بلند دنیا و نهمین قله بلند پاکستان به‌شمار می‌رود. این قله نخستین قله نقشه‌برداری‌شده در رشته‌کوه قراقروم است، به همین دلیل نام آن را کی۱ گذاشتند.

## ریشه شناسی نام
اگرچه «بروم» در زبان بالتی به معنای کوه است، منشأ «ماشر» کمتر مشخص است. برخی معتقدند که به دلیل انحنای مشخص قله آن که از یخچال بالتورو مشاهده می شود، از "Mashedar" به معنای پوزه لودر گرفته شده است. در فارسی «مشه» هم به معنای کبریت و هم به معنای ماشه است و «دار» پسوندی به معنای «داشتن» است. برخی دیگر اشاره کرده اند که «ماشا» به معنای بانو است و «ماشربوم» «ملکه قله ها» است. برخی دیگر اشاره کرده اند که "Masher" به معنای "بدون نور خورشید" است، با توجه به پوشش برفی در تمام سال در قله.

## جغرافیا
قله ماشربروم بلندترین قله کوه‌های ماشربروم است که خود زیررشته‌ای از رشته‌کوه قراقروم به‌شمار می‌رود. ماشربروم قله‌ای بزرگ و برجسته است که تاحدی در زیر سایه اهمیت و ارتفاع قله‌های ۸۰۰۰ متری نزدیک آن در رشته اصلی قراقروم قرار گرفته که شامل چهار قله از ۱۴ قله بالای ۸۰۰۰ متر دنیا (کی۲، گاشربروم ۱، برود پیک و گاشربروم ۲) است.